# FVA-1
Die FVA-1 Schwatze Düvel (Schwarzer Teufel) war 1920 das erste Segelflugzeug der im gleichen Jahr an der RWTH Aachen gegründeten Flugwissenschaftlichen Vereinigung.

## Entwicklung
Nachdem Wolfgang Klemperer während seines Studiums an der TH Dresden zusammen mit Erich Meyer am 24. März 1920 durch einen Aufruf in der Zeitschrift Flugsport den I. Rhön-Wettbewerb ins Leben gerufen hatte, wechselte er im Mai an die Technische Hochschule nach Aachen, wo er Assistent von Theodore von Kármán wurde und zusammen mit diesem die FVA gründete. Bei der Projektierung seiner ersten Konstruktion orientierte er sich an Patenten von Hugo Junkers und legte das Flugzeug als freitragenden, dreiholmigen Tiefdecker aus. Als Material kamen hauptsächlich Holz, aber auch eher unkonventionelle Baustoffe wie Pappe als Teil der Beplankung sowie Bambus für das Rumpfbuggerüst zum Einsatz. Für die Bespannung der Tragflächen wurde imprägnierte schwarze Voile verwendet, die der FVA-1 im ortsüblichen Dialekt den Beinamen „Schwatze Düvel“ eintrug. Sie erhielten außerdem an den Enden etwas hochgezogene Querruder, so dass die Flächen etwas geschränkt wurden, was eine Verbesserung der Stabilität bewirken sollte. Die leichte Bauweise sorgte dafür, dass das Flächengewicht der FVA-1 nur 1,6 kg/m² betrug. Ebenfalls unüblich waren die weit aus dem Rumpf ragende Sitzposition des Piloten und die als Fahrwerk dienenden verkleideten Träger mit gummigefederten Kufen aus Eschenholz. Der Bau wurde in der Werkstatt von Karl Köhler von Studenten der TH Aachen unter der technischen Leitung von Klemperer durchgeführt. Er geschah in großer Eile, um noch rechtzeitig am Wettbewerb teilnehmen zu können.
Der Wettbewerb begann am 15. Juli 1920 und sollte eigentlich zum 31. August beendet werden, doch wurde vom Veranstalter entschieden, das Treffen aufgrund des schlechten Wetters am Monatsende um eine Woche bis zum 7. September zu verlängern. Dies kam den Aachener Studenten entgegen, die verspätet erst Anfang September mit der FVA-1 auf der Wasserkuppe eintrafen. Dafür wurden von ihnen erstmals Starts mit einem Gummiseil durchgeführt, was sich in den folgenden Jahren zur gängigen Startmethode entwickeln sollte. Bereits der erste Flug des Schwatzen Düvels am 4. September war erfolgreich, denn Klemperer konnte 32 Sekunden über eine Strecke von 360 m in der Luft bleiben. Der zweite Start erbrachte 220 m in 75 Sekunden und mit dem Dritten überbot Klemperer den seit 1912 bestehenden Streckenrekord von 832 m mit 1830 m in 142 Sekunden um fast genau einen Kilometer. Dabei konnte auch erstmals die Auswirkung des Hangwindes, dessen Vorhandensein damals noch relativ unbekannt war, beobachtet werden, als die FVA-1 am Westhang in Richtung Sieblos in etwa 10 m Höhe fliegend kurzzeitig einen Höhengewinn von mehreren Metern erzielte, wobei die Windgeschwindigkeit etwa 4–5 m/s betrug. Nachdem schlechtes Wetter wiederum die Aussetzung der Flüge erzwang, konnte Klemperer am 7. September bei böigem Wind mit 15 m/s mehrmals Höhengewinne von fünf bis zehn Metern erreichen. Bei einem der letzten Flüge überschlug sich das Flugzeug bei der Landung und wurde beschädigt, konnte jedoch repariert werden und nahm am Folgewettbewerb von 1921 teil.
Der Schwatze Düvel erwies sich als die beste Konstruktion des Wettbewerbs, aus dem Klemperer eindeutig als Sieger hervorging, und kann als Ausgangspunkt für die Entwicklung von Leistungssegelflugzeugen angesehen werden. Als Weiterentwicklung für den II. Rhönwettbewerb entstand im Jahr darauf die Blaue Maus, mit der Klemperer den Streckenweltrekord auf 5000 m in 13,03 min erhöhen konnte.

## Technische Daten

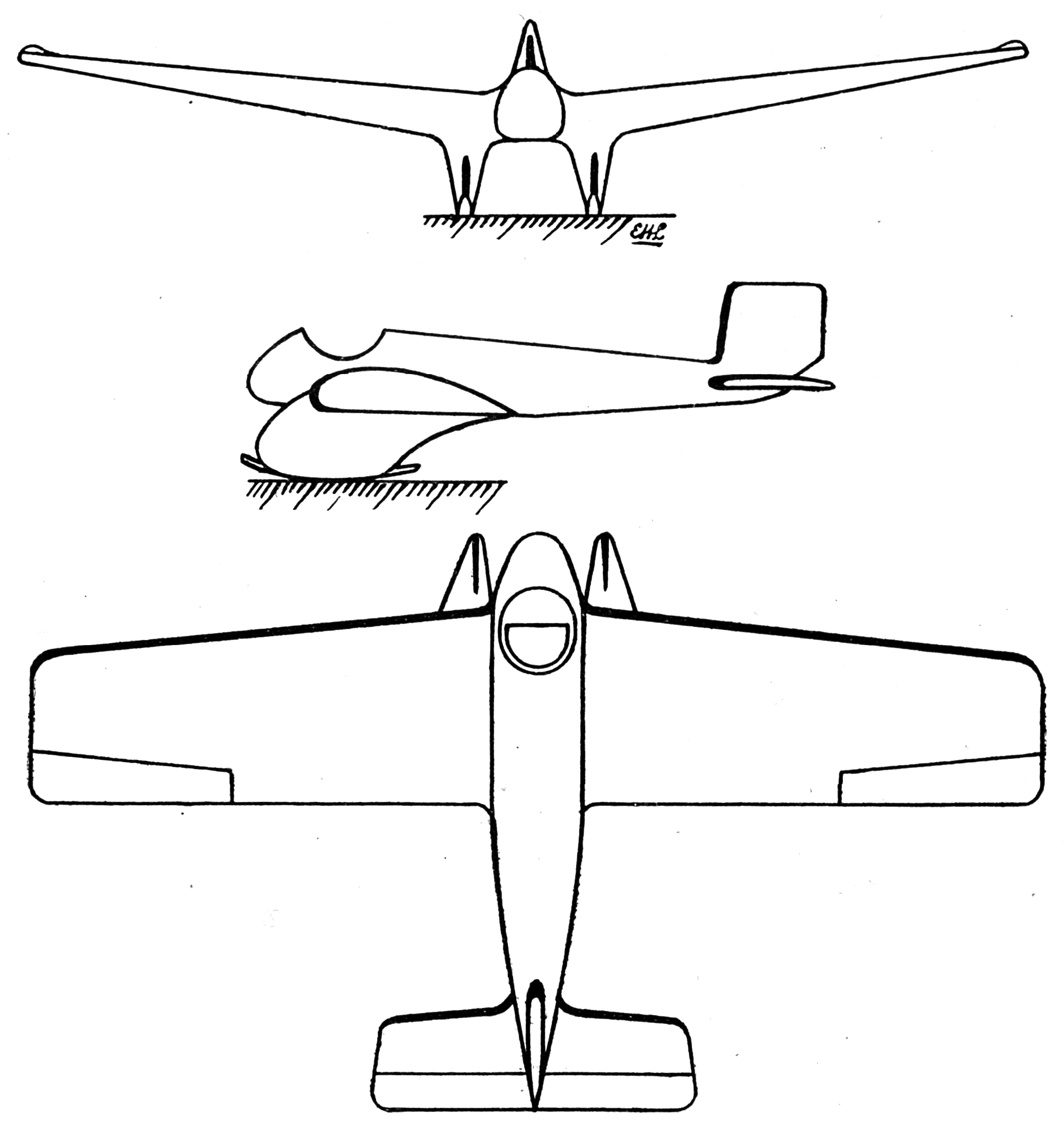
Dreiseitenansicht

| Kenngröße         | Daten      |
| ----------------- | ---------- |
| Besatzung         | 1          |
| Spannweite        | 9,5 m      |
| Länge             | 6,0 m      |
| Höhe              |            |
| Flügelfläche      | 15,0 m²    |
| Flügelstreckung   | 6,02       |
| Flächenbelastung  | 9,1 kg/m²  |
| Leermasse         | 62 kg      |
| Zuladung          | 75 kg      |
| Startmasse        | 137 kg     |
| Gleitzahl         | etwa 10    |
| geringstes Sinken | etwa 1 m/s |
| Profil            | Gö 442     |